# Leptogaster breviventris
Leptogaster breviventris là một loài ruồi trong họ Asilidae. Leptogaster breviventris được Theodor miêu tả năm 1980. Loài này phân bố ở vùng Cổ Bắc giới và châu Á.